# John MacBride
John MacBride (Westport, 7 maggio 1868 – Dublino, 5 maggio 1916) è stato un rivoluzionario irlandese.

## Primi anni
John MacBride nacque a The Quay, a Westport, nella Contea di Mayo (Irlanda), da Patrick MacBride, negoziante e commerciante, e da Honoria Gill, che sopravvisse al figlio. Una targa commemorativa è apposta sull'edificio a Westport Quasy in cui MacBride nacque. Frequentò la Christian Brothers' School a Westport e il College St. Malachy a Belfast. Per un periodo lavorò in un negozio di tessuti a Castlerea nella Contea di Roscommon. Iniziò a studiare medicina, ma abbandonò ed andò a lavorare presso un'azienda farmaceutica a Dublino. 
Prese parte alla Confraternita Repubblicana Irlandese (Irish Republican Brotherhood, IRB) e nei primi giorni dell'Associazione Atletica Gaelica (Gaelic Athletic Association) fu legato a Michael Cusack. Entrò a far parte anche della Società Letteraria Celtica (Celtic Literary Society) dove conobbe Arthur Griffith, il quale rimase suo importante amico per tutta la vita. All'inizio del 1893, MacBride venne definito “nazionalista pericoloso” dal governo britannico. Nel 1896 andò negli Stati Uniti per conto della IRB. Al suo ritorno emigrò in Sudafrica.

## Partecipazione alla Seconda Guerra Anglo-Boera
Prese parte alla Seconda Guerra Anglo-Boera, dove sollevò la Brigata Irlandese del Transvaal (Irish Transvaal Brigade). Quella che venne resa nota come la Brigata di MacBride, venne comandata per la prima volta da un americano irlandese, il colonnello John Blake, un ex Ufficiale della Cavalleria americana. MacBride raccomandò Blake come Comandante in quanto lui non aveva alcuna esperienza di tipo militare. Alla Brigata venne dato riconoscimento ufficiale dal Governo Boero con i compiti dei funzionari della Brigata approvati dal Segretario di Stato F.W. Reitz. A MacBride vennero dati il grado di Maggiore nell'esercito boero e la cittadinanza boera. 
I 500 irlandesi ed americani irlandesi combatterono gli inglesi. Spesso questi commando irlandesi combattevano di fronte ai reggimenti irlandesi come i Dublin Fusilliers e gli Inniskillings. Dalla colline attorno alla città assediata di Ladysmith alle pianure dello Stato Libero dell'Orange, la Brigata di MacBride prima si occupò delle grandi Creusot Long Tom boere, poi combatté nella Battaglia di Colenso e successivamente trattenne la retroguardia, sbaragliando la cavalleria di Lord Roberts non appena l'armata boera batté la ritirata. Comunque, un numero considerevole di irlandesi (le cui simpatie li portarono ad essere denominati West British, cioè “Inglesi dell'ovest”) combatté per gli inglesi contro i boeri.
Una Seconda Brigata Irlandese venne organizzata da Arthur Lynch. L'arrivo al campo irlandese di un Corpo Ambulanze americano-irlandese rafforzò la Brigata di MacBride. Michael Devitt, che si era dimesso dalla Polizia Militare, visitò la Brigata. Quando il colonnello Blake rimase ferito a Ladysmith, MacBride dovette prendere il comando della Brigata. Nonostante Blake tornò poi per un breve periodò, lasciò la Brigata per far parte di un altro commando. In Irlanda Arthur Griffith e Maud Gonne formarono il più celebre e fervente movimento europeo pro-boero.

## Matrimonio con Maud Gonne
Dopo la guerra MacBride andò a Parigi, dove viveva Maud Gonne. Nel 1903, la sposò con la disapprovazione di William Butler Yeats, che la considerava la sua musa e le aveva già chiesto di sposarlo. L'anno seguente nacque il loro primo figlio Sean MacBride. Yeats nel gennaio del 1905, mese in cui MacBride e Maud si separarono, scrisse a Lady Gregory che gli era stato riferito che MacBride aveva molestato Iseult, la sua figliastra che al tempo aveva 11 anni. Il matrimonio era già fallito ma la coppia non riusciva a mettersi d'accordo sulla custodia di Sean. Maud stabilì i procedimenti del divorzio a Parigi. Non fu alcun divorzio ma in un accordo di separazione Maud vinse la custodia del bambino fino al 12º anno di età. Il padre ottenne il diritto a delle visite e ad un mese estivo. MacBride tornò a Dublino e non rivide mai più il figlio Sean.

## Rivolta di Pasqua
Dopo essere tornato a Dublino da Parigi nel 1905, MacBride si unì ad altri nazionalisti irlandesi per preparare un'insurrezione. Dato che era così ben noto agli inglesi, i leader pensarono fosse più saggio tenerlo all'oscuro del gruppo militare segreto che stava pianificando una rivolta. Di conseguenza si ritrovò nel bel mezzo della Rivolta senza preavviso. La mattina del Lunedì di Pasqua si trovava a Dublino per incontrare il fratello, il dottor Anthony MacBride, che era arrivato da Westport e che doveva sposarsi il mercoledì. Il Maggiore si diresse verso Grafton Street e vide Thomas MacDonagh in uniforme mentre conduceva le sue truppe. Gli offerse i suoi servizi e venne nominato vice alla fabbrica Jacob's.
Dopo la Rivolta,MacBride, giudicato da una corte marziale sotto la Difesa dell'Atto del Regno, venne fucilato dalle truppe inglesi nella prigione Kilmainham Gaol, a Dublino.
Venne ucciso il 5 maggio 1916, due giorni prima del suo quarantottesimo compleanno. 
Di fronte al plotone di esecuzione, non volle essere bendato e disse “Ho guardato le bocche di troppe pistole durante la guerra sudafricana per aver paura della morte e adesso, per favore, eseguite la vostra sentenza”. È seppellito nel cimitero della prigione di Arbour Hill a Dublino.
Yeats fu geloso di MacBride per aver sposato Maud Gonne; aveva inoltre ricevuto dalla stessa Gonne dei resoconti negativi sul trattamento della donna da parte del marito. Era anche consapevole del presunto abuso sessuale di MacBride nei confronti della figlia undicenne di Maud, Iseult, alla quale Yeats chiese di sposarlo. 
Gli dedicò il seguente incerto elogio nella poesia “Pasqua 1916”: 
E quest'altro lo avevo immaginato

uno zotico ubriaco e vanitoso.

Aveva inferto la più amara offesa

a qualcuno che avevo in fondo al cuore,

e tuttavia lo enumero nel canto;

anch'egli ha rinunciato alla sua parte

nella nostra moda casuale; 

anch'egli a sua volta è mutato,

mutato interamente:

una terribile bellezza è nata.
Maud Gonne scrisse a Yeats: “No, non mi piace la tua poesia, non è degna di te e, soprattutto, non è degna del suo soggetto… Per ciò che riguarda mio marito, egli è entrato nell'eternità dalla grande porta del sacrificio… cosicché pregando per lui io possa chiedergli le sue preghiere”.